# 14-й отдельный гвардейский разведывательный артиллерийский дивизион
14-й отдельный гвардейский разведывательный артиллерийский  Краснознамённый дивизион Резерва Главного Командования — воинское формирование Вооружённых Сил СССР, принимавшее участие в Великой Отечественной войне.
Сокращённое наименование — 14-й огв.радн РГК.

## История
Преобразован из 816 отдельного разведывательного артиллерийского дивизиона 1 марта 1943 года года в составе 1-й гв.ад Центрального фронта.
В действующей армии с 10.3.1943 по 11.05.1945.
В ходе Великой Отечественной войны вёл артиллерийскую разведку в интересах частей1-й гв.  адп,   артиллерии соединений  Центрального и 1-го Украинского  фронтов.

## Состав
до августа 1943 года
- Штаб
- Хозяйственная часть
- батарея оптической разведки  (БОР)
- батарея звуковой разведки (БЗР)
- батарея топогеодезической разведки (БТР)
- артиллерийский метеорологический взвод (АМВ)
- фотограмметрический взвод (ФГВ)
- хозяйственный взвод

с августа 1943 года
- Штаб
- Хозяйственная часть
- 1-я батарея звуковой разведки (1-я БЗР)
- 2-я батарея звуковой разведки (2-я БЗР)
- батарея топогеодезической разведки (БТР)
- взвод оптической разведки (ВЗОР)
- фотограмметрический взвод (ФГВ)
- хозяйственный взвод

## Подчинение
| Дата             | Фронт                | Армия         | Корпус  | Дивизия     | Бригада | Примечания |
| ---------------- | -------------------- | ------------- | ------- | ----------- | ------- | ---------- |
| 1.3.43 -1.4.43г. | Центральный фронт    | 65-я армия    | -       | 1-я гв. ад  | -       | -          |
| 1.4.43 -1.8.43г  | Центральный фронт    | 70-я армия    | -       | 1-я гв. ад  | -       | -          |
| 1.9-20.10 43г.   | Центральный фронт    | 70-я армия    | -       | 1-я гв. ад  | -       | -          |
| 20.10.43-1.5.44г | 1-й Украинский фронт | 60-я армия    | -       | 1-я гв. ад  | -       | -          |
| 1.5-1.8.44г      | 1-й Украинский фронт | 60-я армия    | 7-й акп | 1-я гв. ад  | -       | -          |
| 1.8-1.11.44г     | 1-й Украинский фронт | 13-я армия    | -       | 1-я гв. ад  | -       | -          |
| 1.12.44-1.4.45г  | 1-й Украинский фронт | 13-я армия    | -       | 1-я гв. адп | -       | -          |
| 1.4.-8.5.45г     | 1-й Украинский фронт | 3-я гв. армия | -       | 1-я гв. адп | -       | -          |

## Командование дивизиона
Командир дивизиона
- гв. майор Кузнецов Николай Сергеевич
- гв. майор Кашин Валерий Владимирович

Начальник штаба дивизиона
- гв. капитан Баньков  Иван Васильевич

Заместитель командира дивизиона по политической части
- гв. капитан Теплов Василий Яковлевич

Помощник начальника штаба дивизиона
- гв. ст. лейтенант Звездин Михаил Иванович

Помощник командира дивизиона по снабжению

## Командиры подразделений дивизиона
Командир  БЗР (до августа 1943 года)
- гв. капитан Машеров Евгений Дмитриевич

Командир 1-й БЗР
- гв. капитан Машеров Евгений Дмитриевич

Командир 2-й БЗР
- гв. капитан  Токарев Иван Кириллович

Командир БТР
- гв. ст. лейтенант Шатохин Николай Иванович
- гв. ст. лейтенант Корх Дмитрий Захарович

Командир ВЗОР
- гв. ст. лейтенант Токарев Иван Кириллович
- гв. лейтенант Ерохин Алексей Петрович
- гв. ст. лейтенант Грицай Николай Павлович

Командир ФГВ
- гв. лейтенант Задорожный Григорий Андреевич
- гв. лейтенант Ерохин Алексей Петрович

## Награды и почётные наименования
| Награды и наименования        | дата          | за что получена |
| ----------------------------- | ------------- | --- |
| Почётное звание «Гвардейский» | 1.3.43 г.     | присвоено приказом Народного комиссара обороны СССР № 101 от 1 марта 1943 года За проявленную отвагу в боях за Отечество с немецкими захватчиками, за стойкость, мужество, дисциплину и организованность, за героизм личного состава |
| Орден Красного Знамени        | 19.04.1944 г. | награжден указом Президиума Верховного Совета СССР за образцовое выполнение боевых заданий командования на фронте борьбы с немецкими захватчиками и проявленные при этом мужество и доблесть.                                        |